# دريب بن مهارش الخواجي
دريب بن مهارش الخواجي الشريف أحد أمراء المخلاف السليماني. استقرت له إمارة صبيا، فأصبح أميرها حتى وفاته.

## سيرته
هو دريب بن مهارش بن عيسى بن حسين الخواجي الشريف ، من الأمراء الأشراف الخواجيين أصحاب مقاطعة صبيا في المخلاف السليماني. وهو أول من حارب الترك العثمانيون بعد استقرارهم في تلك البلاد. وكان دخولهم إليها سنة 926 هـ وأساء السيرة والي منهم اسمه الأمير فرحات، كان يلقب بالسكران، لإدمانه الخمر، وقد ولي منطقة أبي عريش سنة 955 هـ فتعدى وأغضب أهل البلاد، فثار عليه في صبيا الشريف دريب، وأول معاركه معه وقعة حنتر كبلبل، وهو موضع قريب من قرية الحسيني في وادي صبيا، فانهزم فرحات السكران عائدا إلى أبو عريش وكتب بذلك إلى رئيسه فرحات باشا بمدينة زبيد، فكتب هذا إلى الشريف دريب يدعوه للانقياد فأبى، فسير إليه جيشًا جعله نجدة للسكران، فقاتله الأشراف وقد ترأسهم الأمير عبد الوهاب بن المهدي القطبي، فانهزم السكران ثانية، وتحصن في قلعة جازان، فما زالوا به حتى قتلوه. وهاجمهم فرحات باشا ففتك بهم وقتل الأمير عبد الوهاب بقرب أبو عريش. وانفرد دريب في صبيا فاستقرت له رياستها إلى أن توفي فيها.

## وفاته
توفي دريب في صبيا عام 964 هـ الموافق 1557م.